# Лесистый хребет
Леси́стый хребе́т — горный хребет на Кавказе, первая передовая, наиболее низкая, гряда северного склона системы Большого Кавказа (горная страна — Кавказские горы, регион — Северный Кавказ). Представляет собой прерывистые гребни невысоких гор, цепи холмов и даже отдельно стоящие возвышенности, тянущиеся параллельно Главному Кавказскому хребту, от бассейнов рек Псебепс и Адагум, до бассейна реки Сулак (ориентировочное направление: запад-северо-запад — восток-юго-восток). В бассейне реки Кума в рельефе выражен не чётко. Находится полностью в России, протянувшись по территориям Краснодарского края, Адыгеи, Карачаево-Черкесии, Ставропольского края, Кабардино-Балкарии, Северной Осетии, Ингушетии, Чечни и Дагестана.
В орографической систематике периода Российской империи, охватывался оронимом Чёрные горы, наряду с тянущимися параллельно ему южнее Пастбищным и, частично, Скалистым хребтами. В советское время именовался Чёрными горами только совместно с Пастбищным хребтом (иногда Чёрными горами называют вообще только Лесистый хребет). Согласно современным географическим представлениям, является самостоятельной орографической единицей.

## Название
По данным третьего издания БСЭ, своё название Лесистый хребет получил именно из-за «лесистости» — его склоны покрыты густым лесом (по сообщению ЭСБЕ, лес на северных склонах хребта к началу XX века уже был значительно вырублен). В первом издании БСЭ, вероятно, для попытки орографической систематики Большого Кавказа, употреблялось ещё одно, не утвердившееся название Лесистого хребта — Северная гряда Чёрных гор.

## Общие сведения
Лесистый хребет тянется параллельно Главному Кавказскому хребту от левых притоков Кубани — бассейнов рек Псебепс и Адагум, до бассейна реки Сулак (ориентировочное направление: запад-северо-запад — восток-юго-восток). Параллельно Лесистому хребту к югу расположен Пастбищный хребет — вдоль всего Лесистого хребта; за ним южнее, также параллельно, тянется на всю длину Пастбищного хребта — Скалистый хребет.
Три передовых северных хребта — Скалистый, Пастбищный и Лесистый — достаточно чётко выражены в рельефе горной системы Большого Кавказа. Они не несут современного оледенения и от остальных горных гребней отличаются высотой: Скалистый значительно ниже Главного Кавказского хребта, Пастбищный ниже Скалистого, а Лесистый ниже Пастбищного. С западной оконечности хребтов до бассейна реки Ардон, они представляют собой куэсты, характерной особенностью которых является асимметричность — хребты полого спускаются к северу и круто обрываются к югу (из трёх хребтов у Лесистого асимметричность выражена меньше всего). Северные склоны хребтов имеют вид несильно наклоненных плато с холмистой пересечённой местностью. Восточнее бассейна Ардона строение этих трёх передовых хребтов сложнее — здесь начинается куэстово-складчатая область:

«… надвиги и складчатость настолько нарушают моноклинальную структуру, что указанные хребты следует рассматривать не как структурные формы рельефа типа куэст, а как структурно-тектонические»
— Н. А. Гвоздецкий, 1954 год.
.

## Основные характеристики
Лесистый хребет имеет характер куэсты и сильно расчленён на отдельные участки реками, истоки которых находятся в горах южнее. Сложен хребет неогеновыми известняками-ракушечниками и конгломератами. Длина хребта 630 км, средняя высота — 810 м. Высшая точка находится в бассейне реки Аргун — гора Барзиарлам (2214 м).
| Разбивка хребта на бассейны рек | Длина хребта на участке | Средняя высота | Высшая точка | Высшая точка | Высшая точка | Некоторые прочие вершины | Некоторые прочие вершины | Некоторые прочие вершины |
| З—С—З ↖                         |                         |                |              |              |              |                          |                          |                          |
| Псебепс-Адагум                  | 20 км                   | 120 м          | 149 м        | [ ~ 3 ]      | без названия | 119 м                    | [ ~ 5 ]                  | Кудако                   |
| Хабль-Убинка                    | 27 км                   | 250 м          | 372 м        | [ ~ 7 ]      | без названия | 286 м                    | [ ~ 9 ]                  | Острая Могила            |
| Афипс-Шебш                      | 32 км                   | 260 м          | 344 м        | [ ~ 11 ]     | Ламбина      |                          |                          |                          |
| Псекупс                         | 30 км                   | 240 м          | 331 м        | [ ~ 13 ]     | без названия | 302 м                    | [ ~ 15 ]                 | Транспортный             |
| Пшиш                            | 22 км                   | 290 м          | 385 м        | [ ~ 17 ]     | без названия | 302 м                    | [ ~ 15 ]                 | Транспортный             |
| Пшеха                           | 21 км                   | 400 м          | 399 м        | [ ~ 19 ]     | Царёв Бугор  |                          |                          |                          |
| Белая                           | 44 км                   | 580 м          | 742 м        | [ ~ 21 ]     | без названия |                          |                          |                          |
| Лаба                            | 42 км                   | 730 м          | 1038 м       | [ ~ 23 ]     | без названия | 613 м                    | [ ~ 25 ]                 | Осиновый Курган          |
|                                 |                         |                |              |              |              | 787 м                    | [ ~ 27 ]                 | Ахмедов Пост             |
| Уруп                            | 36 км                   | 840 м          | 939 м        | [ ~ 29 ]     | Вышка        |                          |                          |                          |
| Зеленчук                        | 32 км                   | 890 м          | 1029 м       | [ ~ 32 ]     | без названия | 925 м                    | [ ~ 34 ]                 | Абрекская                |
| Кубань (ср. течение)            | 25 км                   | 1030 м         | 1228 м       |              | без названия |                          |                          |                          |
| Кума                            | 58 км                   | 1040 м         | 1190 м       | [ ~ 36 ]     | Джуца 2-я    |                          |                          |                          |
| Малка-Баксан                    | 38 км                   | 910 м          | 1053 м       | [ ~ 38 ]     | без названия |                          |                          |                          |
| Чегем                           | 18 км                   | 980 м          | 1000 м       | [ ~ 40 ]     | без названия |                          |                          |                          |
| Черек                           | 14 км                   | 970 м          | 1041 м       | [ ~ 43 ]     | Корт-Тляпа   |                          |                          |                          |
| Урух                            | 13 км                   | 820 м          | 966 м        | [ ~ 46 ]     | Басмата      |                          |                          |                          |
| Ардон                           | 22 км                   | 1050 м         | 1240 м       |              | без названия |                          |                          |                          |
| Гизельдон-Камбилеевка           | 16 км                   | 1100 м         | 1265 м       | [ ~ 48 ]     | Кажчибос     | 1038,8 м                 | [ ~ 50 ]                 | Лысая                    |
| Сунжа                           | 32 км                   | 1510 м         | 2029 м       | [ ~ 52 ]     | Болойлам     |                          |                          |                          |
| Аргун                           | 40 км                   | 1520 м         | 2214 м       | [ ~ 53 ]     | Барзиарлам   |                          |                          |                          |
| Аксай-Акташ                     | 24 км                   | 1130 м         | 1561 м       | [ ~ 54 ]     | Гизчены      |                          |                          |                          |
| Сулак                           | 24 км                   | 750 м          | 832 м        | [ ~ 56 ]     | Тюйе-Аглазан |                          |                          |                          |
| ↘ В—Ю—В                         |                         |                |              |              |              |                          |                          |                          |

## Карты
- Карты Генерального штаба СССР (система координат 1940 г., БСВ). — Масштаб: в 1 см 2 км (1:200 000), в 1 см 1 км (1:100 000) и в 1 см 500 м (1:50 000); состояние местности на 1981-1988 гг. — Изданы с оригинала ГУГК СССР, 1979—1990. — (составлены по карте масштаба 1:50 000, созданной по материалам съёмки 1945-1960 гг. и исправлены по карте масштаба 1:50 000, обновлённой в 1975-1988 гг.).
- Карты ФГУП «Государственного научно-внедренческого центра геоинформационных систем и технологий» («Госгисцентр»). — Масштаб: в 1 см 2 км (1:200 000), в 1 см 1 км (1:100 000), в 1 см 500 м (1:50 000), в 1 см 250 м (1:25 000). — М., 2001.